# ボルマリ・イソ＝ホロ
ボルマリ・イソ＝ホロ (Volmari ("Vomma") Fritijof Iso-Hollo、1907年1月5日 - 1969年6月23日)は、フィンランドの陸上競技選手。1932年ロサンゼルスオリンピックと1936年ベルリンオリンピックの3000m障害で金メダルを獲得した選手である。イソ＝ホロは、第二次世界大戦前にフィンランドが陸上長距離種目で世界を席巻していた時代の最終世代にあたる選手である。

## 経歴
若い頃、イソ＝ホロはスキー、体操、ボクシングをしていた。軍隊に入隊してからは陸上に取り組むようになり、400mからマラソンまで非常に幅広く活躍していた。
イソ＝ホロは1932年ロサンゼルスオリンピックが初めてのオリンピックであった。3000m障害に出場し金メダルを獲得する。ところで、このレースでは、レースの周回を数える役員が十種競技の棒高跳に熱中してしまい、残り1周の鐘を鳴らすのを忘れてしまった。そのため、イソ＝ホロは本当のゴールの後さらに1週多く走ってしまい結果3450mを走ってしまった。もし、3000mで終わっていたならば世界新記録を樹立していたところであった。この大会で彼は10000mにも出場し銀メダルを獲得している。
1933年には、3000m障害で9分9秒4の世界新記録を樹立している。
イソ＝ホロは、1936年ベルリンオリンピックにオリンピック2大会連続出場を果たす。3000m障害では優勝候補筆頭であった。そして、イソ＝ホロは期待に応え2位に3秒の差をつけて9分3秒8の世界新記録で2連覇を達成した。このレースでは3位までが世界記録を出したレースであった。さらに10000mでもフィンランド勢が表彰台を独占するレースとなる中、銅メダルを獲得した。
オリンピックの後、イソ＝ホロはリウマチに罹ってしまうが1945年まで競技を続けた。